# Anaplecta bivittata
Anaplecta bivittata är en kackerlacksart som beskrevs av Brunner von Wattenwyl 1865. Anaplecta bivittata ingår i släktet Anaplecta och familjen småkackerlackor. Inga underarter finns listade i Catalogue of Life.